# Vincent Juillet
Pour les articles homonymes, voir Juillet (homonymie).
Vincent Juillet est un dramaturge et  scénariste français.

## Biographie
Vincent Juillet a écrit quatre pièces de théâtre avec Mélissa Drigeard et a co-scénarisé avec elle les films Jamais le premier soir, Tout nous sourit et Hawaii ainsi que la série Quadras, pour M6.

## Filmographie

### En tant que scénariste
- 2006 : J'ai plein de projets de et avec Karim Adda (court-métrage)
- 2006 : La 17e marche[2] de et avec Karim Adda (court-métrage)
- 2014 : Jamais le premier soir de et avec Mélissa Drigeard
- 2020 : Tout nous sourit de et avec Mélissa Drigeard
- 2022 : Hawaii de et avec Mélissa Drigeard[3]
- 2025 : Le Gang des Amazones de et avec Mélissa Drigeard[4].

## Théâtre

### En tant qu'auteur
- 2007-2008 : Les 4 Deneuve, de Mélissa Drigeard et de Vincent Juillet, théâtre Le Méry – Feux de la rampe – En tournée (Bruxelles, Tunis, Monaco)
- 2009-2010 : Psycholove, de Mélissa Drigeard et de Vincent Juillet, Comédie de Paris - Festival d'Avignon 2009 et 2010
- 2011-2012 : Même si tu m'aimes, de Mélissa Drigeard et de Vincent Juillet, mise en scène Julien Boisselier, Théâtre des Champs-Élysées, théâtre Michel[5],[6].
- 2017 : 12 Millimètres, de Vincent Juillet et Mélissa Drigeard, mise en scène Julien Boisselier, Théâtre de l'Oeuvre[7],[8]

## Télévision

### En tant que scénariste
2017 : Quadras,,

## Distinctions

### Nominations
- 2007 : Festival international de court-métrage de Prague pour La 17e marche
- 2007 : Festival itinérant de films européens d'Ankara pour La 17e marche
- 2007 : Semaine de la critique - Festival de Cannes pour La 17e marche

### Récompenses
- 2007 : grand prix Festival comédie de l'Alpes d'Huez pour J'ai plein de projets
- 2007 : prix de la mise en scène festival de Valenciennes pour J'ai plein de projets
- 2007 : prix du Jury Festival de Velizy pour J'ai plein de projets
- 2008 : grand prix Festival comédie de l'Alpes d'Huez pour La 17e marche
- 2008 : prix de la mise en scène festival de Valenciennes pour La 17e marche
- 2008 : grand prix Festival de Saint-Raphaël pour La 17e marche
- 2019 : Festival international du film de comédie de l'Alpe d'Huez : Prix spécial du Jury pour Tout nous sourit